# Mario Tronti
Mario Tronti (Roma, 24 de julho de 1931 – Ferentillo, 7 de agosto de 2023) foi um filósofo e político marxista italiano, considerado um dos principais teóricos e expoentes do marxismo operaísta dos anos 1960.

## História
Oriundo de uma família antifascista, Tronti tornou-se militante do PCI na década de 1950. Influenciado pelo trabalho de Galvano Della Volpe, fundou, ao lado de Raniero Panzieri e Toni Negri, a revista Quaderni Rossi, da qual se afastou em 1963 para fundar o periódico Classe Operaia. Foi eleito senador pelo  Partido Democrático da Esquerda (Partito Democratico della Sinistra) em 1992 e em 2013. De 2004 a 2015 foi presidente da Fondazione CRS (Centro per la Riforma dello Stato), um centro de estudos especializado em temas político-institucionais, fundado em  1972 e ligado ao Partido Comunista Italiano .
Tronti foi professor da Universidade de Siena por mais de três décadas.. 
Morreu em 7 de agosto de 2023, aos 92 anos, em Ferentillo.

## Obras
- Tra materialismo dialettico e filosofia della prassi. Gramsci e Labriola, in A. Caracciolo e G. Scalia (eds.), La città futura. Saggi sulla figura e il pensiero di Antonio Gramsci. Feltrinelli, Milão, 1959;
- (ed.), Scritti inediti di economia politica di Marx. Editori Riuniti, Roma, 1963;
- Operai e capitale. Einaudi, Turim, 1966 (DeriveApprodi, Roma, 2006);
- Hegel politico. Istituto dell'Enciclopedia italiana, Roma, 1975;
- Sull'autonomia del politico. Feltrinelli, Milão, 1977;
- Stato e rivoluzione in Inghilterra. Il Saggiatore, Milão, 1977;
- (com G. Napolitano, A. Accornero e M. Cacciari). Operaismo e centralità operaia. Editori Riuniti, Roma, 1978;
- (ed.), Il politico. Antologia di testi del pensiero politico. 1: Da Machiavelli a Cromwell. Feltrinelli, Milão, 1979;
- Soggetti, crisi, potere (eds. A. Piazzi e A. De Martinis). Cappelli, Bolonha, 1980;
- Il tempo della politica. Editori Riuniti, Roma, 1980;
- Con le spalle al futuro. Per un altro dizionario politico. Editori Riuniti, Roma, 1992;
- Berlinguer. Il Principe disarmato. Edizioni Sisifo, Roma, 1994;
- La politica al tramonto. Einaudi, Torino, 1998;
- Rileggendo "La libertà comunista" in G. Liguori (ed.), Galvano Della Volpe. Un altro marxismo. Edizioni Fahrenheit 451, Roma, 2000;
- (com P. Favilli), Classe operaia. Le identità: storia e prospettiva. Angeli, Milão, 2001;
- Cenni di Castella. Edizioni Cadmo, Fiesole (FI), 2001;
- Per la critica della democrazia politica, in M. Tari (ed.), Guerra e democrazia. ManifestoLibri, Roma, 2005;